# Franz Richarz (Physiker)
Franz Joseph Matthias Richarz (* 15. Oktober 1860 in Endenich; † 10. Juni 1920 in Marburg) war ein deutscher Physiker und Hochschullehrer.
Franz Richarz studierte Physik zunächst an der Universität Bonn und dann an der Friedrich-Wilhelms-Universität zu Berlin, wo er 1884 bei Hermann von Helmholtz mit der Schrift Die Bildung von Ozon, Wasserstoffsuperoxyd und Überschwefelsäure bei der Electrolyse verdünnter Schwefelsäure promoviert wurde. Während seines Studiums wurde er 1878 Mitglied der Burschenschaft Alemannia Bonn.
Richarz war danach Privatdozent an der Universität Bonn. 1895 wurde er als Nachfolger von Anton Oberbeck an der Universität Greifswald ordentlicher Professor und Direktor des Physikalischen Instituts. Von 1901 bis zu seinem Tod war er der erste Direktor des Physikalischen Instituts an der Universität Marburg.
Er ließ 1914 in der Mainzer Gasse 33 eine Jugendstilvilla für sich errichten. Das Gebäude diente ihm als Wohnhaus und wurde später, im Jahr 1957, von der Universität erworben, um es für wissenschaftliche Zwecke zu nutzen.
Richarz wurde bekannt durch die genaue Ermittlung des Wertes der Gravitationskonstante, die er gemeinsam mit Otto Krigar-Menzel in den Kasematten der Festung Spandau durchführte. Er wurde 1907 in die Sektion Physik der Leopoldina aufgenommen.